# Beta Phoenicis
Beta Phoenicis (β Phe) es una estrella en la constelación de Fénix.
De magnitud aparente +3,32, es la segunda estrella más brillante en la constelación, sólo superada por Ankaa (α Phoenicis).
No se sabe con certeza a qué distancia se encuentra, ya que en la paralaje obtenida por el satélite Hipparcos (0,12 ± 14,62 milisegundos de arco), el error es más de 100 veces superior a la propia medida.
No obstante, se estima que puede estar a unos 180 años luz del sistema solar.
Beta Phoenicis es una estrella binaria —origen de la dificultad al medir la paralaje— compuesta por dos gigantes amarillo-anaranjadas iguales de tipo espectral G8III.
Adoptando una temperatura efectiva de 4950 K, cada una de ellas es unas 100 veces más luminosa que el Sol.
La masa de cada una de ellas puede estar comprendida entre las 2,7 masas solares —en el caso de que sean gigantes ordinarias transformando su helio en carbono y oxígeno— y las 3 masas solares —si están comenzando su etapa como gigantes con un núcleo inerte de helio—.

El período orbital del sistema es de 168 años.
La separación entre las dos componentes es de unas 52 UA, pero dada la incertidumbre en la distancia a la que se halla Beta Phoenicis, este valor es sólo aproximado.
La órbita es notablemente excéntrica (ε = 0,72), por lo que la separación varía entre 16 y 96 UA; el último periastro tuvo lugar a mediados de 2003.